# Diga di Jinya
La diga di Jinya (陣屋ダム?, Jinya damu) è una diga a Soeda, nella prefettura di Fukuoka, in Giappone.